# 第三雙溪橋
台鐵第三雙溪橋是位於台灣新北市雙溪上的一座鐵路橋樑，連接新北市貢寮區貢寮車站與福隆車站，2018年～2024年間於舊橋南側重建新橋，2024年12月15日西正線通車、2025年6月8日東正線通車。

## 沿革與設計

### 第一代橋
宜蘭線鐵路於1917年動工興建，工程分別從路線的南（蘇澳）、北（八堵）兩端向中間施築。1920年12月10日南段已通車至大里車站，而北段則於1923年10月21日延伸到雙溪車站，中間未通車的路段只剩下雙溪＝大里區間，這段區間的鐵路在貢寮＝福隆間跨越雙溪之處由臺灣總督府鐵道部架設「第三雙溪橋」，於1924年12月1日隨著宜蘭線全線通車營運而一併啟用。
第一代第三雙溪橋為4孔鋼鈑梁橋，每孔跨度19公尺，橋台與橋墩以水泥磚（混凝土磚）構築。
本橋通車前的1924年8月架梁工程階段，因北臺灣連日大雨而導致水患，剛建好的南橋台與路堤均遭沖毀，而且因宜蘭線其它路段亦有不同程度的災害，致宜蘭線原預定1924年9月25月全線通車之規劃，被迫展延自同年12月1日起始全通營運。
第一代橋使用至1980年代，自1980年7月1日起至1986年1月9日止，臺鐵局進行宜蘭線鐵路擴建工程時，將第一代第三雙溪橋改建為4孔19.2公尺上承式預力混凝土梁橋，於1984年竣工通車，同年7月1日雙溪＝貢寮＝福隆段雙軌化完工營運。
本橋1984年改建後使用至2025年6月7日夜，配合鐵路行車安全改善六年計畫-宜蘭線第三雙溪及新社橋改建工程之新線橋梁（第三代橋東正線）完工通車，於7日夜跨8日晨進行軌道切換，自2025年6月8日起列車行駛第三代橋，第一代橋停用。

### 第二代橋
宜蘭線鐵路通車營運50餘年後，受到1970年代末期北迴線即將全線通車營運、以及東線鐵路預計於1982年由762mm軌距拓寬為1,067mm軌距等之影響，宜蘭線將從原本的支線升級為連接台灣東西部的重要幹線，路線容量需求將大幅增加，預估原有單線鐵路將會不敷使用，於是，臺灣鐵路管理局提出宜蘭線鐵路擴建工程計劃（即雙軌工程），並於1979年由臺灣省政府提報行政院核准，實施全線雙軌化（已完成雙線路段者除外），其中貢寮＝福隆間跨越雙溪的第二代新橋建於第一代第三雙溪橋上游側一旁，於1983年完工，隔年（1984年）7月1日雙溪＝貢寮＝福隆段雙軌化通車。
第二代第三雙溪橋與重建後的第一代橋相同，也是4孔19.2公尺上承式預力混凝土梁橋，原則做為上行線使用。
本橋1983年通車後使用至2024年12月14日夜，配合鐵路行車安全改善六年計畫-宜蘭線第三雙溪及新社橋改建工程之新線橋梁（第三代橋西正線）完工通車，於14日夜跨15日晨進行軌道切換，自2024年12月15日日起北上列車行駛第三代橋，第二代橋停用。

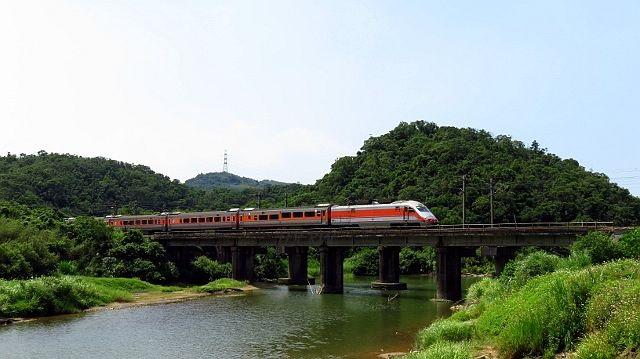
已停用的第一代及第二代第三雙溪橋

### 電氣化
宜蘭線電氣化工程自1991年7月1日開工。2000年5月2日，包含第三雙溪橋在內的八堵～羅東間率先完工，5月3日正式通車，該工程包括更換每公尺50公斤鋼軌及預力混凝土枕木。

### 第三代橋（現役）
考量雙溪流域排洪，臺鐵局專案工程處規劃將第一代、第二代「第三雙溪橋」及其下行方向（東側）「新社橋」改線、延建並加高，該工程於2018年4月17日決標、同年6月21日辦理說明會、9月30日開工。新橋興建於第二代橋（上行線橋）上游側一旁，梁底高程平均抬高2.5公尺，主跨路段原為2孔脊背橋設計，每跨80公尺，其餘路段則為短跨距高架橋。
不過，第三雙溪橋一旁的田寮洋濕地是遷徙性候鳥重要的中繼站，為北台灣知名的賞鳥地點，而各種火車穿越田野的畫面，也讓此處成為鐵道迷必訪的聖地，由於原設計新橋橋塔高30公尺，令民間團體擔憂將會衝擊田寮洋的環境，經過生態團體與台鐵局溝通後，台鐵局已於2019年6月5日確定，新第三雙溪橋（第三代橋）在兼顧鐵路行安、生態環境與在地居民意願下，取消脊背橋設計，改為一般制式橋。
第三代第三雙溪橋工程經費新臺幣7億4,333萬元，2023年11月10日完成橋面板與西正線軌道鋪設（採用彈性基鈑軌道），2024年完成東正線軌道鋪設，同年12月14日夜跨15日晨切換西正線（上行線）通車並停用第二代橋，次年（2025年）6月7日夜跨8日晨切換東正線（下行線）通車並停用第一代橋。
第三代橋採用環境友善工法，兼顧生態與工程需求。於2023年12月26日獲得中華民國（臺灣）行政院公共工程委員會第23屆「公共工程品質優良獎-土木工程類」優等獎。

## 橋梁週邊
- 田寮洋濕地
- 巴賽祖師廟（山西祠）
- 慈仁宮
- 德心宮
- 貢寮區公所
- 貢寮國小
- 福隆海水浴場（貢寮國際海洋音樂祭舉辦地）
- 東北角暨宜蘭海岸國家風景區管理處暨福隆旅客服務中心
- 東北角自行車道
- 草嶺古道
- 北部濱海公路（台2線）
- 台2丙線（基福公路）